# A Mansão Maluca do Professor Ambrósio
A Mansão Maluca do Professor Ambrósio é um desenho animado brasileiro em 2D, criado por Nelson Botter Jr. e co-produzido pela TV Rá-Tim-Bum e pela Tortuga Studios. Estreou no dia 2 de outubro de 2010 no mesmo canal, e teve sua segunda temporada em 6 de agosto de 2011. Atualmente está em sua terceira temporada, que estreou em Fevereiro de 2014. Está em produção a sua quarta temporada, ainda sem data definida de estreia. Esteve em exibição também pelos canais Zoomoo, TV Brasil, Disney XD e TV Cultura.

## Sinopse
A Mansão Maluca é um lugar mágico, cheia de história, ciência e cultura. Lá vivem o Professor Ambrósio, seus sobrinhos; Claudinha e Junior, o ratinho Leslie e a aranha Floribela.

## Personagens[7]
- Professor Ambrósio - É o dono da mansão maluca. Baixinho, cabeçudinho e muito vaidoso com seu bigode estilo clássico, é um tanto “esquisito”, mas muito simpático. Sempre buscando novos conhecimentos e informações, divide com as crianças tudo que estuda e aprende. Ele é muito curioso e paciente, mas apesar disso, é bem atrapalhado.
- Leslie - Trata-se de um ratinho bastante esperto, e também um tanto encrenqueiro. Ele adora provocar Floribela, mas apenas faz isso porque sabe que ela não sai do porão... afinal, ele não é nem um pouco bobo! Dessa maneira, raramente eles se encontram na casa. Leslie está sempre de bom humor e está sempre pronto a ajudar o Professor Ambrósio. E, acredite, isso acontece muitas vezes.
- Floribela - Muito atenciosa e carinhosa, essa pequena aranha vive no laboratório do porão da mansão, mas é muito tímida e nunca sai de lá. Quando o Professor Ambrósio desce para trabalhar e pesquisar, ela fica muito contente e ansiosa, pois assim pode aproveitar sua companhia e ajudá-lo nas tarefas. No entanto, Floribela tem um certo probleminha de convívio na casa. Ela sente ciúmes do professor e acaba não permitindo que o ratinho Leslie entre no porão.
- Claudinha e Junior - São os sobrinhos do Professor Ambrósio que sempre visitam a mansão do tio e, as vezes, se juntam em suas aventuras. Claudinha é romântica, divertida, e sensível, enquanto Junior é curioso, aventureiro e um pouco desastrado. Claudinha usa uma roupa rosa com detalhes brancos, sapatilhas rosa, além de duas maria-chiquinhas. Junior usa uma camisa verde com mangas que cobrem seus braços. Ele tem um tênis vermelho que pode ser usado como um propulsor tipo foguete como visto em um episódio. Há episódios em que Claudinha aparece sem Junior, e vice-versa. Ganharam mais destaque a partir da segunda temporada.

## Curiosidades
- Há uma referência ao Harry Potter no episódio "Animais em Extinção" quando Claudinha pergunta ao Professor onde ele conseguiu a varinha e ele diz que foi com seu amigo mago chamado Harry. No final do mesmo episódio Leslie é visto parodiando o símbolo da MGM.
- O episódio "Grande Prêmio Copérnico de Corrida Espacial" possui uma aparição do Nilba do desenho Nilba e os Desastronautas, que também foi transmitido pela TV Rá-Tim-Bum.
- No segundo episódio de Os Under-Undergrounds, Professor Ambrósio faz uma aparição como um personagem de um vídeo-game muito similar ao Super Mario Bros..
- A animação foi adquirida pela SIC Internacional, canal de televisão aberta de Portugal